# カンバーランド (重巡洋艦)
HMS カンバーランド (HMS Cumberland, 57) は、イギリス海軍の重巡洋艦。
カウンティ級（ケント級）。艦名はイングランド北西部の歴史的カウンティ、カンバーランドに由来し、イギリス海軍において同名の艦としては10代目にあたる。

## 艦歴
カンバーランドは1924年10月18日にバロー＝イン＝ファーネスのヴィッカース・アームストロング社造船所で起工し、1926年3月16日進水、1928年2月23日に就役した。

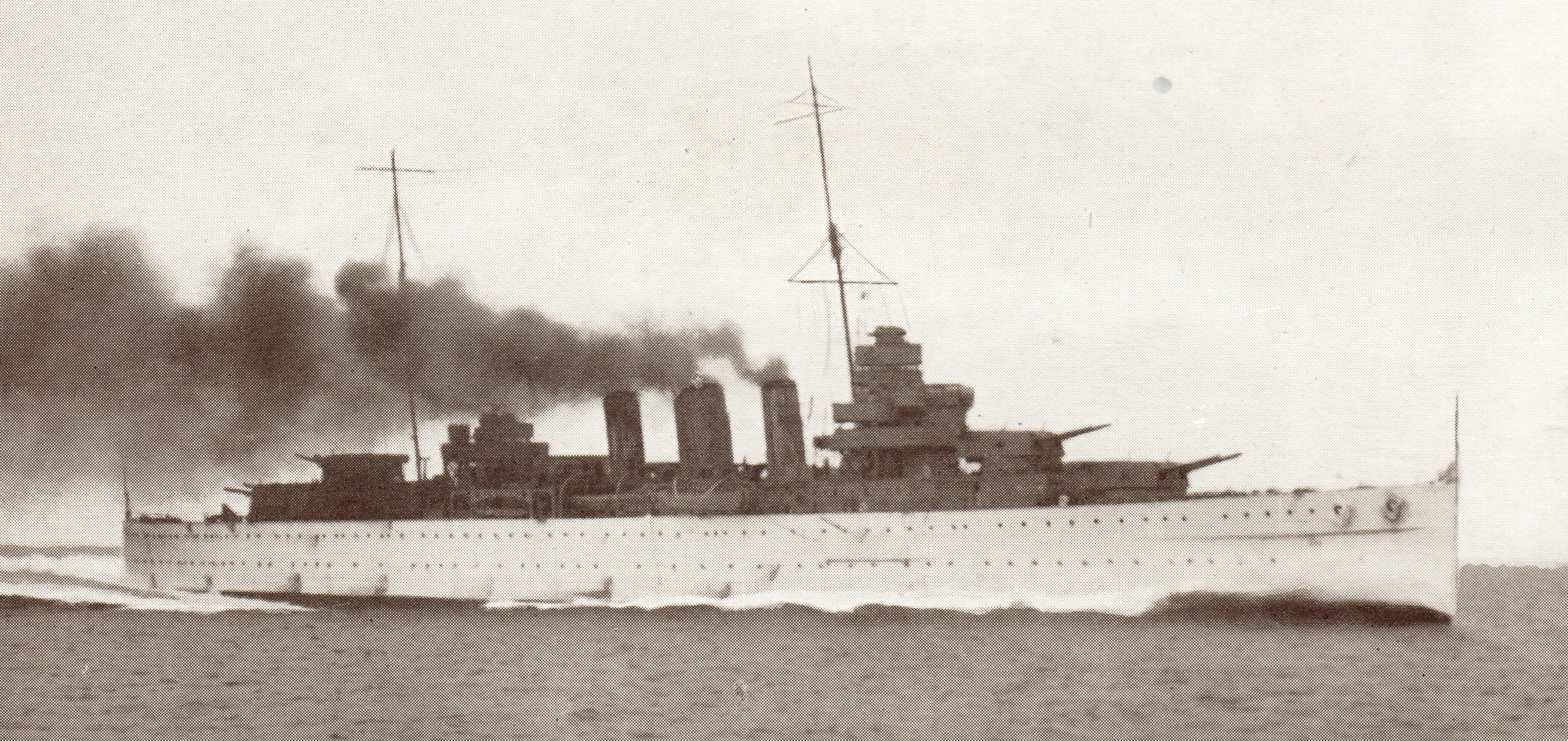
1930年の「カンバーランド」。艦体が白、上部構造物が黄の中国艦隊塗装が施されている。

1928年から1938年まで東南アジアを担当する中国艦隊 (The China Station) の第5巡洋艦戦隊に配属された。その間には、幾度か大日本帝国を訪問している。また香港で日本艦隊を出迎えるなど、親善につとめた。
1930年6月には九州の鹿児島や長崎港、広島県の宮島に寄港した。
1931年1月末に第一次上海事変が勃発すると、本艦を含めたカウンティ級重巡は中国大陸沿岸に集結して事態の悪化に備えた。
1932年10月には長崎に来航した。
1933年にも日本各地を訪問した。
1935年に一旦英国に帰投し、水線部装甲の強化など近代化改装を施されている。修理はチャタム工廠で実施された。
1937年8月中旬に第二次上海事変が勃発し、日中戦争に発展する。8月14日には中華民国空軍が上海市を誤爆し、「カンバーランド」やアメリカ合衆国アジア艦隊旗艦の重巡「オーガスタ」も誤爆されかけた。
8月15日、軍艦「出雲」に将旗を掲げる長谷川清提督（第三艦隊司令長官）は、「オーガスタ」（ヤーネル提督）や「カンバーランド」（リトル提督）を訪問して日本側の立場を説明した。
11月17日、上海派遣軍の松井石根陸軍大将が「カンバーランド」を訪問し、リットル提督と対談した。
世界大戦直前には中国艦隊旗艦を務めており、ジョン・リーチ大佐が艦長であった。1938年に第2巡洋艦戦隊所属として南大西洋へ派遣される。
第二次世界大戦勃発後の1939年9月7日、リオデジャネイロ水域の南アメリカ戦隊（ハーウッド代将、重巡洋艦エクセター、軽巡洋艦エイジャックス）増強のため派遣された「カンバーランド」は、プリマスからフリータウンに到着する。翌日、リオデジャネイロへ向かった。その途中の9月11日、「カンバーランド」はドイツ海軍 (Kriegsmarine) のドイッチュラント級装甲艦（通称「ポケット戦艦」）「アドミラル・グラーフ・シュペー」、給油艦「アルトマルク」と遭遇しかけた。
ドイツ船がアセンション島の南西で会合するとの情報を9月24日に得たハーウッドは、「カンバーランド」を当該海域へ派遣した。他に駆逐艦2隻も派遣されたが結局何も発見されず、捜索に従事した艦は10月2日にフリータウンに帰投した。
9月30日、イギリス船「クレメント」が「アドミラル・グラーフ・シュペー」に沈められた。そのことはドイツ艦に対する9つの部隊の編成に繋がり、「カンバーランド」は「エクセター」とともに南米東岸を担当するG部隊となった。

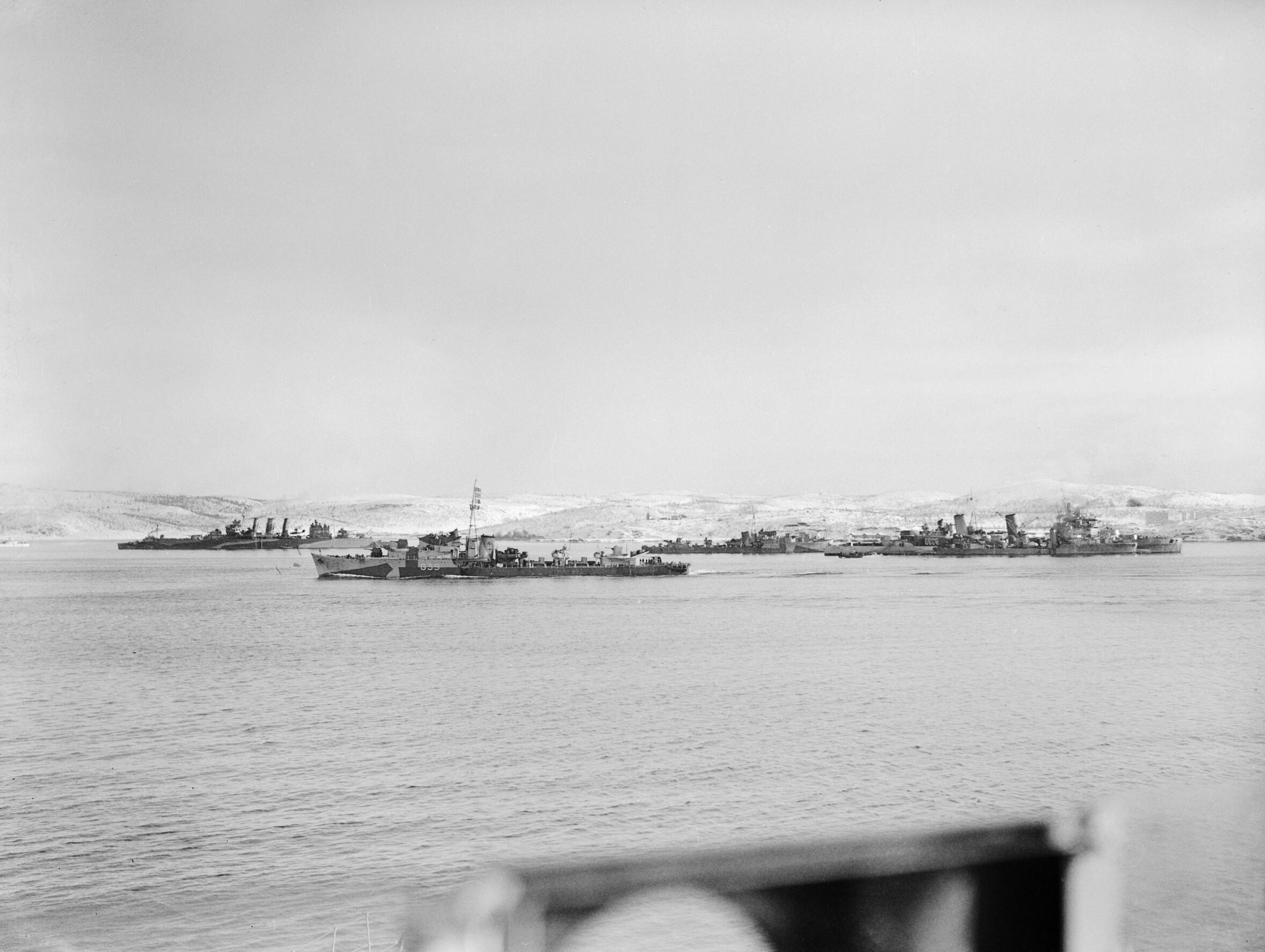
JW53船団の護衛としてセヴェロモルスク港内に停泊する「カンバーランド」ら。左から本艦、駆逐艦「オブデュレート」、「フォークナー」、軽巡洋艦「ベルファスト」。

10月3日、「カンバーランド」はリオデジャネイロ水域でハーウッドの部隊に合流するためフリータウンより出航した。10月5日、「アドミラル・グラーフ・シュペー」がイギリス船「ニュートン・ビーチ」を拿捕した。同船の発した信号を不完全ながらイギリス船「マートランド」が受信し、同日出合った「カンバーランド」へそれを伝えた。しかし、「カンバーランド」艦長Fallowfield大佐は、無線封止を続けた。Fallowfieldは他船から艦隊司令長官へ伝わっているものと判断していたが、実際には「マートランド」以外が信号を受信した記録はなく、司令長官にこの件が伝わったのは1940年1月21日のことであった。10月9日、「カンバーランド」は「エクセター」と合流した。
10月27日に「エクセター」は修理のためポート・スタンリーへ向かい、「カンバーランド」は軽巡洋艦「アキリーズ」とともにG部隊としてリオデジャネイロ・サントス間の警備を命じられた。その後2隻はリオデジャネイロ・サントス水域にあったが、G部隊は休養や修理のため喜望峰エリア担当であったH部隊と担当海域を入れ替えられることになり、11月5日に「カンバーランド」はラプラタ川へ向かった。「カンバーランド」と「エクセター」は11月13日にサイモンズタウンへ向けて出航したが、ロレンソ・マルケス沖に敵通商破壊艦が出現したことでG部隊とH部隊の入れ替えは取りやめとなった。
12月8日はフォークランド沖海戦の起きた日であってドイツ側の報復も予想され、また「カンバーランド」は修理が必要となっており、「ハーウッド」は「カンバーランド」に対し、フォークランド諸島周辺を2日間哨戒した後、ポート・スタンリーで修理・休養に入るよう命じた。
フォークランド諸島へ向かう途中の12月5日、「カンバーランド」はドイツ船「ウッスクマ」捜索を命じられた。同船は「エイジャックス」に捕捉されて自沈し、その船員は「エイジャックス」に収容された後「カンバーランド」に移された。
12月13日にラプラタ沖海戦が発生したが、「カンバーランド」はフォークランド諸島のポート・スタンリーで整備中であった為に、この海戦には参加できなかった。傷ついた「アドミラル・グラーフ・シュペー」のモンテビデオ入港を受けて、「カンバーランド」もラプラタ川河口へ向かい、海戦に参加した僚艦に合流して河口の封鎖を行った。
12月17日、「アドミラル・グラーフ・シュペー」は自沈した。「カンバーランド」は引き続き南大西洋においてドイツ艦船捜索や通商保護に従事し、その間の1940年3月に第6巡洋艦戦隊に編入されている。1940年6月2日、「カンバーランド」は英国へ向かう兵員輸送船団US3を護衛しケープタウンを出航、6月16日に英国に到着した船団から離れた。続いて6月25日から中東へ向かうWS1船団の護衛としてグリーノックを出航。7月16日、船団と共にケープタウンに到着し、7月19日に出航、一時ドイツ海軍仮装巡洋艦「トール」捜索に動員された。7月29日に船団はセイロンに到着し、「カンバーランド」は護衛から離れた。
9月16日、弾薬輸送中のヴィシー・フランス籍の商船「ポワチエ（Poitiers）」を撃沈、9月18日にはダカールを出撃したヴィシー・フランス海軍のラ・ガリソニエール級軽巡洋艦「グロワール」「モンカルム」「ジョルジュ・レイグ」の追跡に投入された。9月21日、自由フランス軍によるダカール上陸作戦（メナス作戦、Operation Menace）支援の為にクイーン・エリザベス級戦艦「バーラム」、リヴェンジ級戦艦「レゾリューション」、空母「アーク・ロイヤル」、重巡洋艦「デボンシャー」等に合流した。リシュリュー級戦艦「リシュリュー」を擁するヴィシー・フランスのヴィシー軍は、自由フランス海軍とイギリス海軍を迎え撃つ。9月23日の作戦当日、「カンバーランド」は沿岸砲台から命中弾を受けて中破し、8名の戦死者を出して後退した。
10月からはケープタウンを拠点に大西洋での船団護衛や通商保護に従事し、重巡洋艦「アドミラル・シェーア」捜索に参加した。また、12月5日に仮装巡洋艦「カーナヴォン・キャッスル」がドイツ仮装巡洋艦「トール」と遭遇、交戦すると、「カンバーランド」と巡洋艦「エンタープライズ」、「ニューカッスル」からなる部隊が向かったが、「トール」捕捉には失敗している。

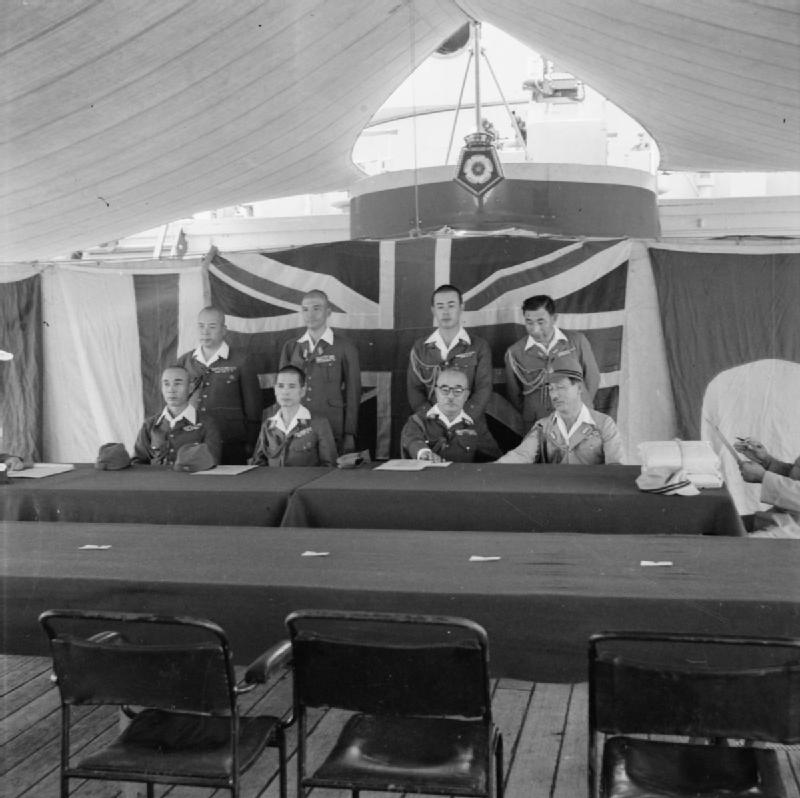
1945年9月15日、ジャワ島の日本軍降伏を協議するため「カンバーランド」艦上に集まった日本側代表。

1941年3月のベルリン作戦でシャルンホルスト級戦艦2隻がフランスのブレストに入港して修理を余儀なくされ、「シェーア」は1941年4月1日にドイツ本国に戻り、5月末にライン演習作戦でドイツ戦艦「ビスマルク」が撃沈され、ドイツ軍艦による大西洋での通商破壊は中止された。
1941年6月30日から9月までチャタム工廠で修理、改装を受けた後、「カンバーランド」の活動の場は北へ移った。10月に本国艦隊隷下の第1巡洋艦戦隊に編入され、1942年から1943年まで、ソビエト連邦にむかう輸送船団の護衛をおこなう。PQ17船団（PQ-17船団戦闘序列）、PQ18船団、JW51船団（バレンツ海海戦）、JW53船団、ソ連から戻るQP5船団、QP13船団、QP14船団、RA53船団の護衛を行った。また、1942年9月にノルウェー人部隊をスピッツベルゲン諸島へ上陸させるギヤボックス作戦に、1943年5月にはスピッツベルゲン諸島の守備隊を交代させるギヤボックスII作戦に参加した。このほか、1942年11月にはトーチ作戦にも参加している。
1943年8月より、東洋艦隊への配備を前に2番・3番主砲塔上に20mm機銃の増備、レーダー機器の更新などの改装工事を受け、1944年1月に同艦隊の第4巡洋艦戦隊所属としてインド洋へ向かった。以後対日戦に従事し、以下の作戦に参加した。
- クリムズン作戦 - 1944年7月。サバンなどに対する空襲、艦砲射撃。
- ライト作戦 - 1944年9月。スマトラ島シグリ空襲。
- ミレット作戦 - 1944年10月。ニコバル諸島攻撃。
- サンフィッシュ作戦 - 1945年4月。サバン砲撃など。
- ビショップ作戦 - 1945年4月。ポートブレアなどに対する攻撃。

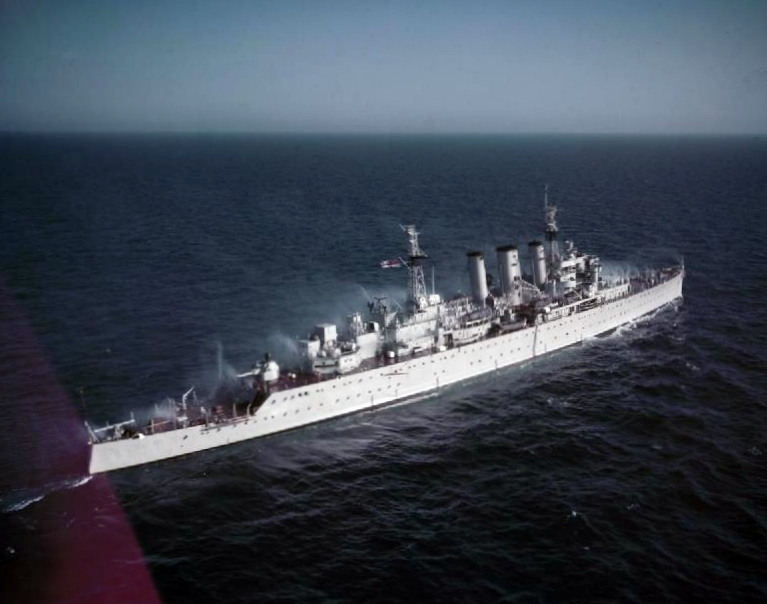
1955年に撮られた試験艦時の「カンバーランド」。武装を11.4cm（45口径）速射砲に換装されている。核戦争対策用の放射能塵除去散水装置を作動しているところ。

第二次世界大戦終結後、「カンバーランド」はインドネシア独立戦争に伴ってオランダ領東インドへ進駐したイギリス軍の支援にあたり、1945年11月にイギリスへ帰還した。その後は1946年6月まで極東からのイギリス軍部隊輸送に従事し、1949年から1951年にかけてデヴォンポートにおいて試験艦に改装される。以後は様々な兵装の試験台として使用された。1959年1月14日に除籍され、鉄屑として売却後の同年11月3日、解体の為ニューポートへ回航された。
なおその間に、1956年公開のラプラタ沖海戦を描いた映画『戦艦シュペー号の最期』（アメリカ公開時のタイトルを基にした邦題。原題は『ラプラタ河の戦い』）に「カンバーランド」自身として出演している。

## 栄典
- 「カンバーランド」は第二次世界大戦における戦功で合計4個の戦闘名誉章 (Battle Honours) を受章した[1]。

ARCTIC 1942-43、NORTH AFRICA 1942、SABANG 1944、BURMA 1945